# Mérei Ferenc publikációs díj
A Mérei Ferenc publikációs díjat a Magyar Pszichológiai Társaság Mérei Ferenc pszichológus tiszteletére alapította és adományozza elismerésképpen azoknak a fiataloknak, akik a megelőző évben első szerzős eredeti tudományos közleménnyel jelentkeztek a Magyar Pszichológiai Szemle című szakfolyóirat lapjain. A díj adományozásáról külön szabályok is rendelkeznek.

## Díjazottak
- Sass Judit (2006)
- Németh Dezső (2007)
- Bőhm Tamás Mihály (2008)
- 2009-re nincs adat
- Köteles Ferenc (2010)
- Czibor Andrea (2011)
- Szöllősi Ágnes (2012)
- Bernáth Ágnes (2013)
- Pápay Nikoletta (2014)
- Szalai Gerda Margit (2015)
- Putz Ádám (2016)
- Keresztes-Takács Orsolya (2017)
- Lendvai Lilla (2017)
- Désfalvi Judit (2018)
- Horváth Mária Dóra (2019)
- Szegedi-Hallgató Emese (2019)
- Kasos Enikő (2020)
- Herceg Attila (2022)
- Bukovenszki Emőke (2024)
- Szilasi Judit (2025)

## Külső hivatkozások
- Magyar Pszichológiai Társaság, díjazottak